# 丹妮絲·潔莉爾查·卡本
丹妮絲·潔莉爾查·卡本（羅馬化：Denise Jelilcha Kapaun，2007年2月15日—），小名Denise，為泰國第3電視台旗下的泰裔美國女演員及模特兒。

## 早期生活
Denise於2007年2月15日出生於泰國烏隆府，為家中獨生女，擁有美國及泰國各半血統。父親為美國人，在美國海軍服役。本名潔莉爾查（羅馬化：Jelilcha）為牧師起的名字，意指一個「美麗」、「迷人」、「聰明」的女孩，任誰見了都會愛上「聰明」的女孩，任誰見了都會愛上。 大学生Communication Arts major in Film Rangsit University（就讀中)。

## 演藝經歷
童年時期，Denise參加了各種模特比賽，並在歌手The Moon與PMC ปู่จ๋านลองไมค์合作的歌曲〈คนเดียวที่ใช่〉的MV中首次亮相。2019年，在電視劇《我的"Open"女友》中客串女主斯蒂芬妮·奧尼格（Stephany）的小時候。2020年，演出歌手อากิ แปดแสนซาวด์的MV〈คิดฮอดกันแหน่เด้อ〉。2021年，出演歌手Num KALA與通猜·麥金泰合作的MV微電影“Took Wan Dai Mai”〈ทุกวันได้ไหม〉，在裡面飾演女主“Fah”的童年時期。
後來，在2022年，Denise與泰國第3電視台簽約成為旗下演員，並有機會客串演出該頻道的第一部電視劇《日影之下》。隨後又主演了一部長篇電視劇《愛情遊戲詭計》（改編至2010年的戲劇《愛的陰霾》），以及《名門紳士2淑女之心: La-ojan》（為《名門紳士五部曲》之續集）。
2023年，Denise首次主演人生中的第一部電影《鬼聲泣》，緊接著在戲劇《拉風情侶》與《E'Bua和Ai'Khwan》中擔綱女主角
2024年，目前正在拍攝電影《鬼聲泣2》與戲劇《日光褪盡》。

## 作品列表

### 電視劇
| 首播年分 | 戲名                            | 戲名   | 播放平台    | 角色                                     | 備註          |
| 首播年分 | 譯名                            | 原文名 | 播放平台    | 角色                                     | 備註          |
| 2019年   | 《我的“Open”女友》              |        | Ch7HD       | Chilo                                    | 客串 （童年） |
| 2023年   | 《日影之下》                    |        | Ch3Thailand | Lady Davina                              | 客串          |
| 2023年   | 《愛情遊戲詭計》                |        | Ch3Thailand | Lalisa （Lisa）                          | 主演          |
| 2024年   | 《名門紳士2淑女之心：明月皎皎》 |        | Ch3Thailand | Veena Mahannop / Captain Veena Wongsawan | 主演          |
| 2025年   | 《愛恨相纏》                    |        | Ch3Thailand | Bua                                      | 主演          |
| 待公布   | 《拉風情侶》                    |        | Ch3Thailand | Laem                                     | 主演          |
| 待公布   | 《日光褪盡》                    |        | Ch3Thailand | Nicha                                    | 主演          |

### 電影
| 上映年分 | 電影名稱             | 電影名稱 | 角色 | 備註            |
| 上映年分 | 譯名                 | 原文名   | 角色 | 備註            |
| 2021年   | 《Took Wan Dai Mai》 |          | Fah  | 主演 （微電影） |
| 2023年   | 《鬼聲泣》           |          | Yad  | 主演            |
| 2024年   | 《鬼聲泣2》          |          | Yad  | 主演            |

### 音樂錄影帶
| 年分   | 歌名             | 歌名   | 歌手                          |
| 年分   | 譯名             | 原文名 | 歌手                          |
| 2017年 |                  |        | The Moon Feat. PMC ปู่จ๋านลองไมค์ |
| 2020年 |                  |        | อากิ แปดแสนซาวด์                |
| 2021年 | Took Wan Dai Mai |        | Num KALAFeat.通猜·麥金泰      |

## 獎項與提名
| 年分   | 頒獎典禮                                                     | 獎項                     | 提名作品／人物   | 結果 | 來源 |
| 2024年 | 9th Kinnaree Thong Public Awards （รางวัลกินรีทองมหาชน ครั้งที่ 9） | 年度新星女演員           | 《愛情遊戲心計》 | 獲獎 |      |
| 2024年 | 第13屆泰國電影導演協會獎                                     | 最佳女主角               | 《鬼聲泣》       | 提名 |      |
| 2024年 | 第12屆象頭神獎                                               | 最佳女新人               | 《鬼聲泣》       | 獲獎 |      |
| 2024年 | 亞洲內容大獎                                                 | 電視劇或影集類最佳女配角 | 《愛情遊戲心計》 | 提名 |      |
| 2024年 | Maya Awards 2024                                             | 最佳女配角               | 《鬼聲泣》       | 獲獎 |      |

## 外部連結
- 丹妮絲·潔莉爾查·卡本於Channel 3的簡介 （页面存档备份，存于）（泰文）
- 丹妮絲·潔莉爾查·卡本的Instagram帳戶（泰文）